# 弧矢增廿九
HD 63112，又名BD-12 2135，SAO 153389、HR 3019，是一颗船尾座的恒星，视星等为6.39，位于銀經230.59，銀緯6.17，其B1900.0坐标为赤經7h 42m 4.2s，赤緯-12° 6.17′ 49″。